# Hydrogène métallique
L'hydrogène métallique est une phase de l'hydrogène qui survient lorsqu'il est soumis à une très forte pression. C'est un exemple de matière dégénérée.
Il est estimé qu'il y a un intervalle de pressions (autour de 400 GPa) tel que l'hydrogène métallique est liquide, même à de très basses températures,.
L'hydrogène métallique consiste en un treillis de noyaux atomiques, des protons, dont l'espacement est significativement plus petit que le rayon de Bohr. En effet, l'espacement est davantage comparable à une longueur d'onde d'électron (voir hypothèse de De Broglie). Ces électrons ne sont pas liés et se comportent donc comme les électrons d'un métal conducteur.
L'hydrogène métallique pourrait présenter des transitions de phase en présence d'un champ magnétique, passant d'un état supraconducteur à un état superfluide et vice versa.

## Histoire

### Prédiction des années 1930

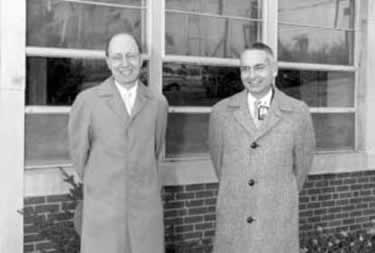
Eugene Wigner (à gauche) et Alvin Weinberg.

Bien que l'hydrogène soit tout en haut du tableau périodique, au sommet de la colonne des métaux alcalins, il n'en est pas un, sous des conditions normales. En 1935, le futur lauréat du prix Nobel Eugene Wigner a prédit, avec H. B. Huntington, que sous des conditions de pression immense, les atomes d'hydrogène rejoindraient leur groupe du tableau périodique, délaissant ainsi leur lien étroit avec leur électron.
La pression requise rendait alors les vérifications expérimentales presque impossibles. De plus, leurs prédictions sur la pression nécessaire n'étaient pas assez élevées.

### Recherche contemporaine
Les expériences de production d'hydrogène métallique continuent en laboratoire. En 1998, Arthur Ruoff et Chandrabhas Narayana de l'université Cornell et, en 2002, Paul Loubeyre et René LeToullec du Commissariat à l'énergie atomique en France, ont prouvé qu'à des pressions proches de celles régnant au centre de la Terre (3,2 à 3,4 millions d'atmosphères) et des températures de 100 à 300 K, l'hydrogène n'est toujours pas un métal alcalin. La recherche pour observer l'hydrogène métallique en laboratoire continue, plus de 70 ans après que son existence a été prévue.

### 1996
En mars 1996, des chercheurs du Laboratoire national de Lawrence Livermore ont rapporté avoir produit de l'hydrogène métallique,  par sérendipité. Pendant environ une microseconde, des températures de milliers de kelvins et des pressions de millions d'atmosphères (supérieures à 100 GPa) aurait produit de l'hydrogène métallique identifiable. Le métal ainsi produit ne se comporte pas comme un métal alcalin.

#### Contexte
Les chercheurs de l'équipe du Lawrence Livermore ne comptaient pas produire de l'hydrogène métallique, car ils n'employaient pas l'hydrogène solide, censé être nécessaire, et ils travaillaient au-dessus des températures indiquées par la théorie de la métallisation. En outre, dans les études précédentes selon lesquelles de l'hydrogène solide a été comprimé à l'intérieur d'enclumes de diamant à des pressions allant jusqu'à 2,5 millions d'atmosphères (environ 253 GPa), aucune métallisation discernable ne s'est produite. L'équipe ne cherchait qu'à mesurer les changements moins extrêmes de conductivité qu'elle prévoyait.

#### Détails expérimentaux
Les chercheurs ont employé des canons à gaz léger (utilisés à l'origine dans des études de missiles guidés des années 1960) pour tirer sur une plaque à impacts placée dans un récipient scellé contenant un échantillon d'hydrogène liquide épais d'un demi-millimètre. D'abord, à une extrémité du pistolet, l'hydrogène a été refroidi environ à 20 K à l'intérieur d'un récipient qui contient une batterie reliée par des fils à un enroulement de Rogowski et à un oscilloscope ; les fils touchent également la surface de l'hydrogène à plusieurs endroits, ainsi l'appareil peut être utilisé pour mesurer et enregistrer sa conductivité électrique. À l'extrémité opposée, jusqu'à 3 kg de poudre sont mis à feu. L'explosion résultante pousse le piston d'une pompe et comprime le gaz à l'intérieur. Par la suite le gaz atteint une pression assez élevée pour ouvrir une valve à l'extrémité opposée de la chambre. En pénétrant le « baril » mince, il a propulsé la plaque à impacts en métal recouverte de plastique dans le récipient à une vitesse de 8 km/s, comprimant l'hydrogène à l'intérieur.

#### Résultats
Les scientifiques ont été étonnés de constater que, quand la pression atteint 1,4 million d'atmosphères (142 GPa), la largeur de la bande interdite de l'énergie électronique (une mesure de résistivité électrique) tombe presque à zéro.
L'espace de bande d'énergie électronique de l'hydrogène dans son état non comprimé est d'environ 15 eV, faisant de lui un isolant, mais à mesure que la pression augmente, la largeur de la bande interdite tombe graduellement à 0,3 eV. Puisque 0,3 eV sont fournis par l'énergie thermique du fluide (la température est montée à environ 3 000 K à cause de la compression de l'échantillon), l'hydrogène peut à ce moment être entièrement considéré comme métallique.

### 2011
En 2011, Eremets et Troyan ont annoncé avoir identifié l'état liquide métallique de l'hydrogène (protium) et du deutérium à des pressions statiques de 2 600 000-3 000 000 atm (263,445-303,975 GPa). L'annonce est mise en doute par d'autres chercheurs en 2012,,.

### 2015
En 2015, la découverte de deutérium métallique par la Z machine est annoncée.

### 2017
Isaac Silvera et Ranga Dias, de l'université Harvard, ont affirmé avoir obtenu de l'hydrogène métallique en utilisant des enclumes de diamant à une pression de 495 GPa. Cette étude a été publiée dans Science le 26 janvier 2017 mais est mise en doute par d'autres équipes travaillant dans le même domaine de recherche,.

### 2018
Une équipe franco-américaine signale qu'elle aurait réussi, par utilisation de 168 faisceaux laser permettant une pression égale à cinq millions de fois celle de notre atmosphère, à rendre l'hydrogène métallique,.

### 2020 - 2022
En utilisant une cellule à enclumes de diamant spécialement façonnée pour atteindre des valeurs de pression supérieures à 400 GPa, l'équipe de Paul Loubeyre au CEA (France) obtient à 80 K et 425 GPa une transition de phase réversible de l'hydrogène solide, caractérisée par un changement brusque de l'absorbance infrarouge. Il s'agit très probablement de la transition vers l'hydrogène métallique, mais le dispositif expérimental ne permet pas de mesurer la conductivité électrique pour le confirmer,,. En 2022, la même équipe publie les résultats d'expériences similaires sur le deutérium mettant une évidence une pression de métallisation de 460 GPa, plus élevée que dans le cas de l'hydrogène du fait de l'effet isotopique.

## Astrophysique

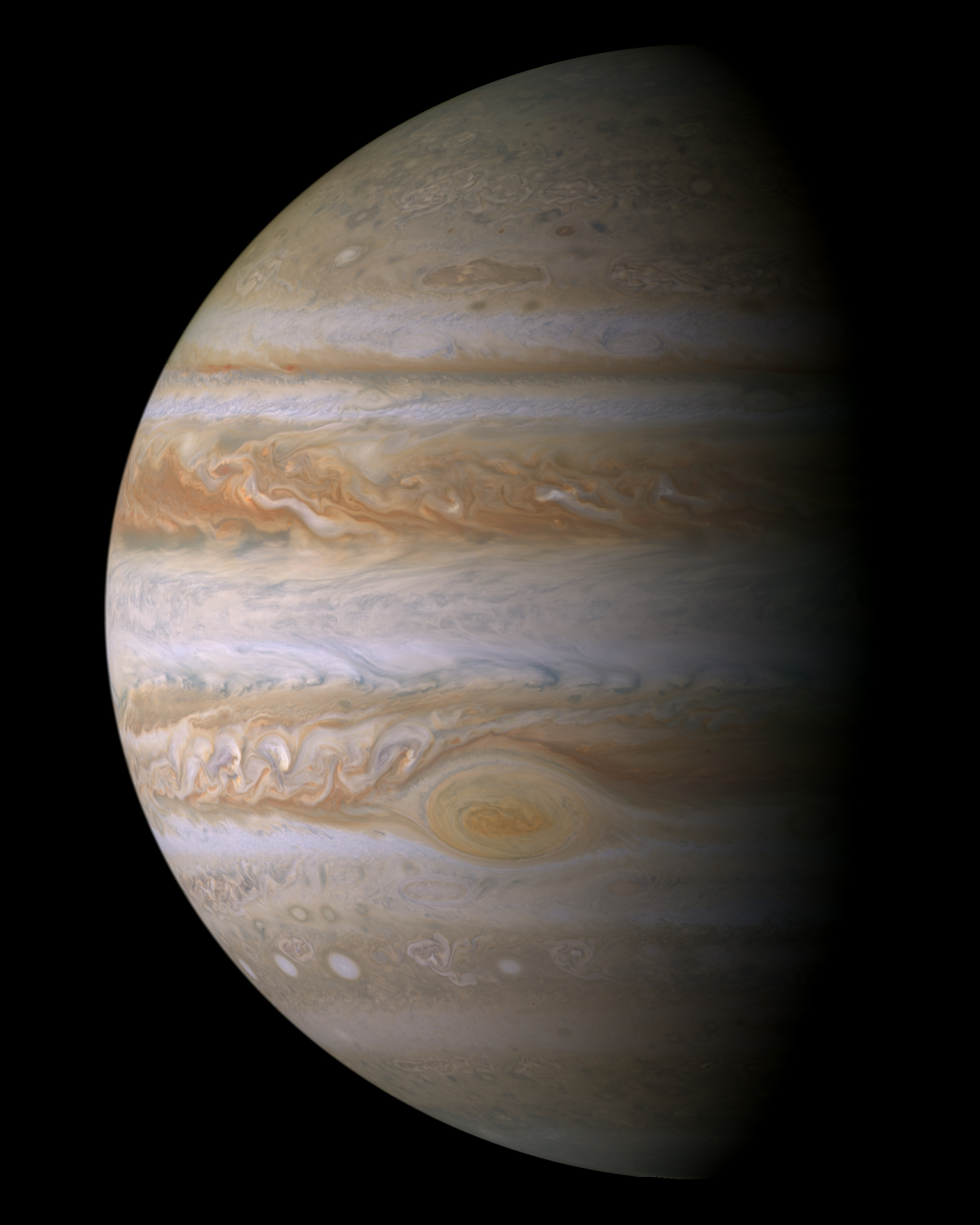
Mosaïque de Jupiter en vraies couleurs réalisée à partir de photographies prises par la sonde Cassini.

L'hydrogène métallique serait présent en énormes quantités à l'intérieur de Jupiter, Saturne et certaines exoplanètes. L'intérieur de ces planètes est sujet à d'importantes forces de compression gravitationnelles.
Les modèles de l'intérieur de ces planètes avaient tenu pour acquis que l'hydrogène se métallifiait à de plus hautes pressions que celles ayant été découvertes subséquemment. Par conséquent, le noyau métallique de Jupiter est plus près de la surface que prévu et son champ magnétique, le plus fort de toutes les planètes du système solaire, est donc produit également plus près de la surface que prévu.

## Applications

### Recherche sur la fusion nucléaire
Une façon de produire la fusion nucléaire est de focaliser des lasers sur des morceaux d'isotopes d'hydrogène. Une meilleure compréhension du comportement de l'hydrogène dans des conditions extrêmes pourrait aider à augmenter le rendement énergétique de ce procédé.

### Production d'hydrogène métallique
Il pourrait être possible de produire des quantités considérables d'hydrogène métallique pour en tirer profit. De même que le diamant est une transformation du graphite par compression qui ne se retransforme que difficilement par décompression (car la retransformation nécessiterait énormément d'énergie), une théorie prévoit l'existence d'une forme d'hydrogène, appelée « hydrogène métallique métastable », qui ne reviendrait que difficilement à son état d'hydrogène normal lorsque décompressé. Avec la limite d'élasticité de l'aluminium et un tiers de sa densité, cette forme d'hydrogène pourrait être utilisée pour fabriquer des automobiles très légères avec une haute efficacité énergétique.
De plus, il pourrait être utilisé lui-même comme carburant. Assez propre, il n'aurait que de l'eau et de l'oxyde d'azote comme produit de combustion. Il est neuf fois plus dense que l'hydrogène normal et produirait une énergie considérable lorsqu'il reprendrait cette forme.[citation nécessaire] Brûlé plus rapidement, il serait un carburant cinq fois plus efficace que la combinaison hydrogène liquide et oxygène liquide qu'utilisait la navette spatiale. L'hydrogène métallique produit ne l'a été que trop brièvement pour qu'on puisse déterminer sa métastabilité.

### Supraconductivité
Une théorie veut que l'hydrogène métallique soit un supraconducteur à la température normale d'une pièce (290 K). Cela est beaucoup plus élevé que pour tout autre candidat à la supraconductivité,.
À moins que l'hydrogène métallique puisse rester métastable à température ambiante, comme le prédisait le physicien des fluides Neil William Ashcroft, il est douteux qu'on puisse en tirer des applications industrielles. La pression nécessaire pour le maintenir sous forme métallique est très difficile à mettre en œuvre, le rendant bien moins intéressant que d'autres supraconducteurs dont il suffit de maintenir la température basse.
En 2016, le Carnegie Institution for Science semble avoir fait de nouvelles découvertes portant sur un composé sodium-hydrogène qui présenterait les caractéristiques d’un métal et des structures uniques ainsi que des propriétés supraconductrices,.